# La Chapelle-Saint-Luc
La Chapelle-Saint-Luc is een gemeente in het Franse departement Aube (regio Grand Est). De gemeente telde 12.603 inwoners op 1 januari 2022. De plaats maakt deel uit van het arrondissement Troyes.

## Geschiedenis
De plaats werd voor het eerst vermeld in 1147. Ze lag op de weg van Troyes naar Parijs. Tot halfweg de 19e eeuw was het een kleine landbouwgemeente met een dorpskern rond de kerk. De kerk Saint-Luc werd gebouwd in de 16e eeuw in flamboyante gotiek.
Aan het einde van de 19e eeuw bouwde de spoorwegmaatschappij Compagnie de l’Est een rangeerstation en een depot in de gemeente. De bevolking groeide snel met spoorwegarbeiders, die tot na de Tweede Wereldoorlog een meerderheid van de bevolking uitmaakten. Er kwam ook een mouterij. Na de oorlog zorgden de herstellingen van de schade door de geallieerde bombardementen in 1944 voor een nieuwe bron van tewerkstelling. Er kwam ook een industrieterrein van 400 ha. Vanaf 1963 kwam er hoogbouw in de gemeente, met de bouw van de wijk Chantereigne.

## Geografie
De oppervlakte van La Chapelle-Saint-Luc bedroeg op 1 januari 2022 10,48 vierkante kilometer; de bevolkingsdichtheid was toen 1.202,6 inwoners per km².
De gemeente ligt in de vallei van de Seine. 
De gemeente bestaat uit zes verschillende buurten: Vieille ville (rond de kerk en het kerkhof), Fouchy, Les Hâtées, La nouvelle Chapelle (rond het gemeentehuis en het cultureel centrum), Chantereigne en de industrieterreinen. Daarnaast is er het Parc Pierre Pitois van 7 ha. 
De onderstaande kaart toont de ligging van La Chapelle-Saint-Luc met de belangrijkste infrastructuur en aangrenzende gemeenten.

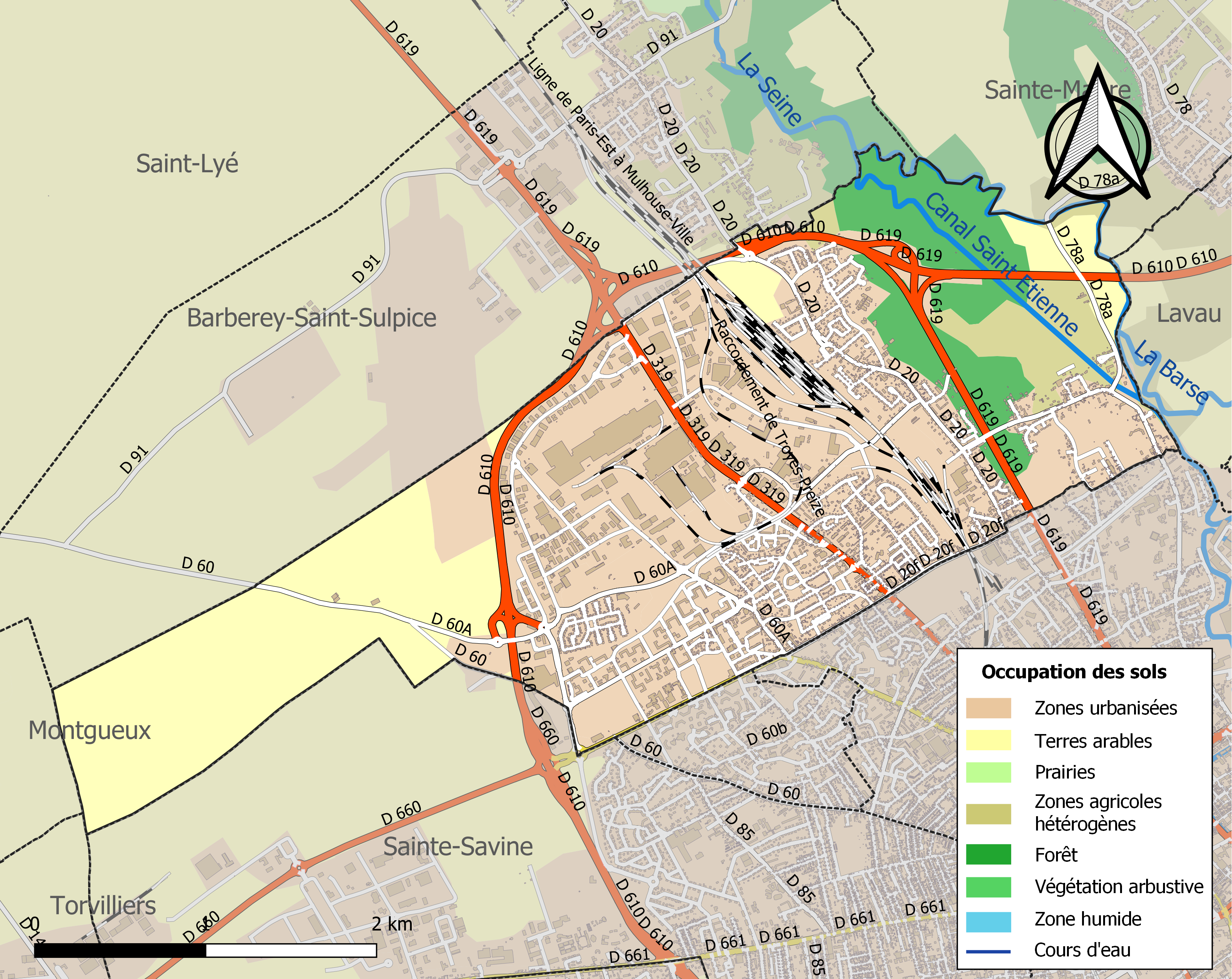

## Demografie
Onderstaande figuur toont het verloop van het inwonertal (bron: INSEE-tellingen).

Vanwege een beveiligingsprobleem met de MediaWiki Graph-software is het momenteel niet mogelijk deze grafiek weer te geven. Zodra de software is bijgewerkt zal de grafiek vanzelf weer zichtbaar worden.